# سيرخيو لوبيرا
سيرخيو لوبيرا رودريغيز (بالإسبانية: Sergio Lobera) هو مدرب كرة قدم إسباني من مواليد 16 يناير 1977 بمدينة سرقسطة، يدرب حاليا نادي مومباي سيتي.

## روابط خارجية
- سيرخيو لوبيرا على موقع قاعدة بيانات كرة القدم.إي يو (الإنجليزية)
- سيرخيو لوبيرا على موقع Soccerbase.com (مدرب) (الإنجليزية)
- سيرخيو لوبيرا على موقع كووورة

- Fiche de Sergio Lobera sur footballdatabase.eu
- Ficha en transfermarkt.es